# ZANU–PF
Liên minh Dân tộc Phi Zimbabwe - Mặt trận Yêu nước (Zimbabwe African National Union – Patriotic Front - ZANU–PF) là một chính đảng cầm quyền của Zimbabwe kể từ khi giành được độc lập vào năm 1980. Đảng này được Robert Mugabe lãnh đạo trong nhiều năm, ban đầu là thủ tướng thuộc đảng Liên minh Dân tộc Phi Zimbabwe (ZANU) và sau đó là tổng thống từ năm 1987 sau khi sáp nhập với Liên minh Nhân dân Phi Zimbabwe (ZAPU) và giữ nguyên tên ZANU–PF, cho đến năm 2017, khi ông bị cách chức lãnh đạo.
Tại cuộc bầu cử quốc hội năm 2008, ZANU–PF đã mất quyền kiểm soát duy nhất đối với quốc hội lần đầu tiên trong lịch sử đảng và đã làm trung gian cho một thỏa thuận chia sẻ quyền lực khó khăn với Phong trào Thay đổi vì Dân chủ - Tsvangirai (MDC). Sau đó, ZANU-PF đã giành chiến thắng trong cuộc bầu cử năm 2013, giành được đa số hai phần ba. Đảng này đã giữ được đa số áp đảo trong cuộc bầu cử năm 2018.
Ngày 19 tháng 11 năm 2017, sau một cuộc đảo chính, ZANU – PF đã sa thải Robert Mugabe và sau đó bổ nhiệm cựu Phó Tổng thống Emmerson Mnangagwa thay thế ông.

## Đường lối
Về mặt chính thức, ZANU-PF có hệ tư tưởng cánh tả. Đảng này duy trì một Bộ Chính trị và một Ủy ban Trung ương.

### Phân phối lại đất
Mugabe theo đuổi chính sách dân túy cánh tả hơn về vấn đề phân phối lại đất đai vào những năm 2000, khuyến khích tịch thu các trang trại thương mại - thường do thiểu số người da trắng ở Zimbabwe sở hữu—"vì lợi ích của những nông dân da đen không có ruộng đất". Bài phát biểu nhậm chức của Tổng thống Mnangagwa đã đặt ra câu hỏi về sự ủng hộ cho chương trình này vì ông nói rằng "chính phủ cam kết thực hiện kế hoạch bồi thường cho những người chủ đất trước đây." Việc cưỡng chế mua lại đất nông nghiệp thương mại mà không bồi thường đã bị chấm dứt vào đầu năm 2018. Năm 2018, Mnangagwa tuyên bố rằng "tất cả các khoản đầu tư nước ngoài sẽ an toàn ở Zimbabwe" và kêu gọi "tăng sản lượng và năng lực cũng như đầu tư mới vào đất nước."

## Lịch sử

### Tiền thân (1955–1963)
Tổ chức dân tộc chủ nghĩa châu Phi đầu tiên ở Nam Rhodesia là City Youth League (CYL),  được thành lập tại thủ phủ của thuộc địa này, Salisbury, vào tháng 8 năm 1955 bởi James Chikerema, Dunduzu Chisiza, George Nyandoro, và Edson Sithole. ngày 12 tháng 9 năm 1957, CYL đã sáp nhập với chi nhánh Nam Rhodesia của Đại hội Dân tộc Phi (African National Congress - ANC) đã thành lập từ lâu nhưng phần lớn đang ngủ yên để thành lập Đại hội Dân tộc Phi Nam Rhodesia (Southern Rhodesia African National Congress - SRANC). Tổ chức mới này đã thông qua nguyên tắc "một người, một phiếu bầu" của CYL và bầu Joshua Nkomo làm chủ tịch. SRANC, đòi hỏi quyền cai trị của đa số người châu Phi, đã giành được sự ủng hộ đáng kể trên khắp cả nước, nhưng đã bị chính quyền Nam Rhodesia cấm vào tháng 2 năm 1959. Đến lượt mình, ngày 1 tháng 1 năm 1960, Đảng Dân chủ Quốc gia (NDP) được thành lập. NDP ủng hộ một nền tảng đấu tranh tương tự, và cũng bị cấm vào tháng 12 năm 1961. Cùng tháng đó, Nkomo thành lập Liên minh Nhân dân Châu Phi Zimbabwe (Zimbabwe African People's Union - ZFPU) chia sẻ cùng mục tiêu và chiến thuật với các tổ chức tiền nhiệm. Tháng 9 năm 1962, trong bối cảnh bất ổn gia tăng ở các thị trấn lớn của Nam Rhodesia, ZAPU đã bị cấm và nhiều nhà lãnh đạo của tổ chức này đã bị bắt giữ. Đạo luật về các tổ chức phi pháp của thuộc địa này cũng đã được sửa đổi nhằm ngăn chặn ZAPU được tái lập với một cái tên khác.

### Thành lập (1963)
Chính trị dân tộc chủ nghĩa châu Phi ở Rhodesia trong những năm 1960 được đặc trưng bởi sự ganh đua nội bộ và tranh chấp về chiến lược. Sự chia rẽ trong ZAPU lên đến đỉnh điểm vào tháng 4 năm 1963 khi Nkomo triệu tập một cuộc họp của ban điều hành đảng tại Dar es Salaam, nơi ông đã đến sau khi ZAPU bị cấm vào cuối năm 1962. Những lời chỉ trích chính đối với Nkomo hướng đến việc ông ban đầu ủng hộ hiến pháp năm 1961 của Nam Rhodesia (một lập trường mà sau đó ông đã đảo ngược), các chuyến công du nước ngoài rộng rãi của ông để theo đuổi sự ủng hộ quốc tế cho phong trào và cách ông xử lý việc thành lập chính phủ lưu vong ở Tanganyika. Theo Nkomo, ông đã được phép thành lập chính phủ lưu vong, nhưng khi phần còn lại của ban lãnh đạo ZAPU đến Dar es Salaam, ông đã thay đổi ý định và phản đối ý tưởng này. Các tài khoản khác mô tả sự chia rẽ giữa Nkomo, người muốn một phong trào có cơ sở bên ngoài, và những người khác—bao gồm Enoch Dumbutshena và Ndabaningi Sithole—ủng hộ một cuộc đấu tranh nội bộ và gây sức ép buộc Nkomo trở về Rhodesia. Chủ tịch Julius Nyerere nói với các nhà lãnh đạo ZAPU đã tập hợp rằng cả ông và các nguyên thủ quốc gia châu Phi khác đều không ủng hộ ý tưởng thành lập chính phủ lưu vong và rằng "chiến thắng" chỉ có thể đạt được trong phạm vi Rhodesia.

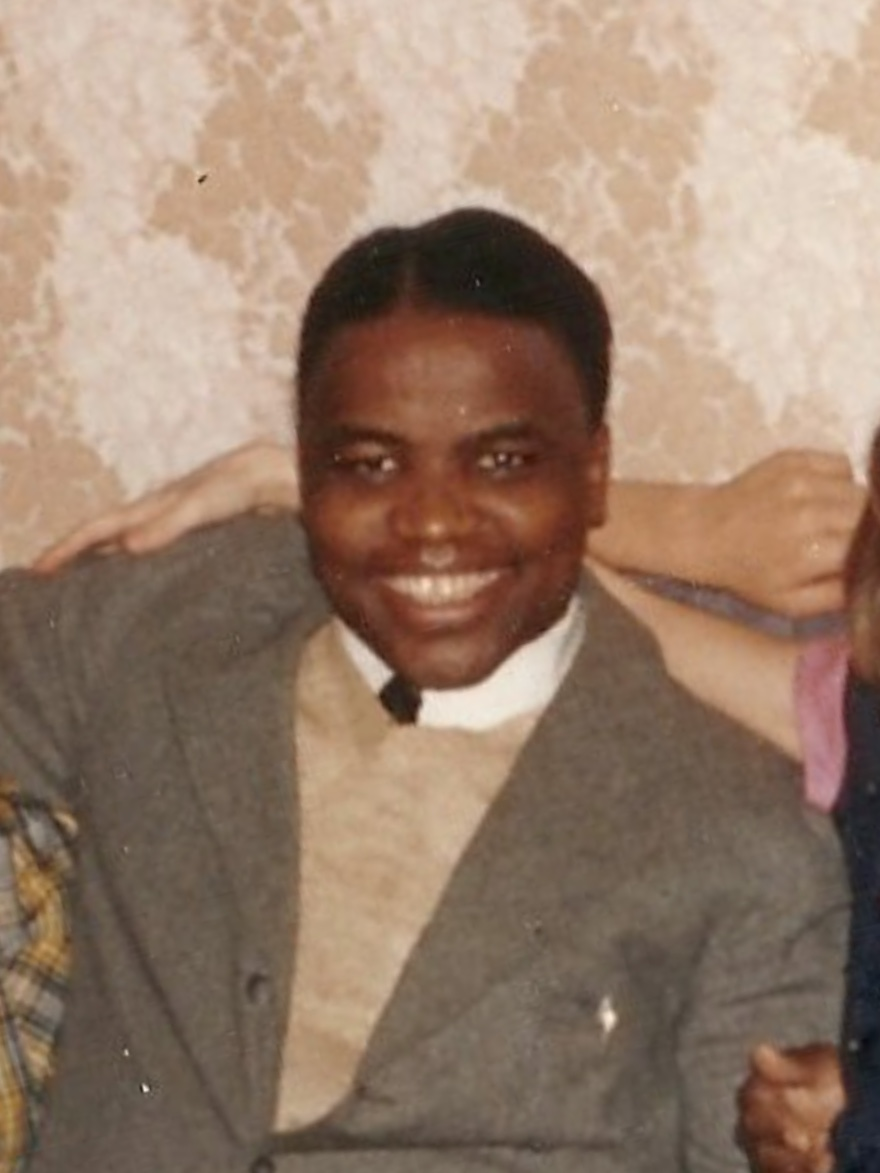
Ndabaningi Sithole, chủ tịch sáng lập ZANU, vào năm 1955

Nkomo trở về Salisbury vào ngày 2 tháng 7 năm 1963, sau đó phần lớn ban chấp hành đảng vẫn ở lại Dar es Salaam đã bỏ phiếu bãi nhiệm ông khỏi vị trí chủ tịch ZAPU. Để đáp lại, Nkomo đã đình chỉ nhiều "kẻ nổi loạn" khác nhau, bao gồm Sithole và Robert Mugabe, khỏi đảng. Không thể qua mặt Nkomo trong ZAPU, những người đối lập với ông đã quyết định thành lập tổ chức riêng của họ. Ngày 8 tháng 8 năm 1963, Sithole, Herbert Chitepo, Leopold Takawira, Edgar Tekere, Henry Hamadziripi và Mukudzei Midzi đã tập trung tại nhà của Enos Nkala ở Highfield để thành lập Liên minh Dân tộc Châu Phi Zimbabwe (ZANU).
Để phản ứng lại việc thành lập ZANU, Nkomo đã triệu tập một cuộc họp quần chúng vào ngày 10 tháng 8 năm 1963 tại Cold Comfort Farm, một hợp tác xã đa chủng tộc bên ngoài Salisbury, nơi ông thành lập một tổ chức mới People's Caretaker Council (PCP), để thay thế ZAPU, vẫn bị cấm.  Để ngăn chặn sự phát triển của ZANU, Nkomo đã thực hiện các bước để củng cố quyền kiểm soát của mình đối với quần chúng, thay thế cấu trúc tập trung hiện tại của ZAPU bằng một số lượng lớn các chi nhánh mới và nhỏ hơn. Trong sự chia rẽ giữa ZAPU và ZANU, hầu hết các đồng minh lâu năm của Nkomo, những người đã ở bên ông kể từ khi thành lập SRANC năm 1957—bao gồm Jason Moyo và George Nyandoro—đã ở lại với ZAPU, trong khi nhiều nhà lãnh đạo theo chủ nghĩa dân tộc nổi lên vào năm 1960 hoặc sau đó—như Sithole và Mugabe—đã gia nhập đảng mới.
Ngày 22 tháng 8 năm 1963, Sithole đã tổ chức cuộc họp báo đầu tiên của ZANU, nói với các phóng viên, "Khi đảng lên nắm quyền, họ sẽ bãi bỏ Đạo luật phân chia đất đai. Họ cũng sẽ bãi bỏ Đạo luật canh tác đất đai và thay thế cả hai bằng luật phân phối lại đất đai mới." Ngoài cải cách ruộng đất, Sithole đã cam kết rằng "Một dự luật về quyền sẽ được đưa vào hiến pháp đảm bảo các quyền và tự do của mọi công dân." Sithole nói với các phóng viên rằng ZANU là "phi chủng tộc" và sẽ dung nạp "những người có chung vận mệnh và chế độ dân chủ do đa số cai trị, bất kể chủng tộc, màu da, tín ngưỡng hay bộ lạc." Cương lĩnh của ZANU đã nhanh chóng được báo chí đưa tin và trái ngược với ZAPU, vốn chưa công khai một cương lĩnh toàn diện. ZAPU đã đáp trả bằng cách tấn công vào nhân cách và sự trung thực về mặt tư tưởng của các nhà lãnh đạo ZANU.
Gần như ngay sau khi chia rẽ, các cuộc đụng độ bạo lực đã nổ ra giữa những người ủng hộ các đảng ở các khu vực thành thị trên khắp cả nước. Tại một cuộc họp của ZANU vào tháng 8 năm 1963 tại Highfield, 200 người ủng hộ đã yêu cầu sự bảo vệ của cảnh sát Rhodesia để tổ chức sự kiện của họ, trong khi một "đám đông ủng hộ Nkomo gồm [một] nghìn người đe dọa giết chết những 'kẻ phản bội'" đã đợi bên ngoài và ném đá vào xe của các nhà lãnh đạo ZANU Sithole và Nathan Shamuyarira khi họ rời đi. Sự ủng hộ của Nkomo thậm chí còn mạnh mẽ hơn ở các thị trấn của Harare và Mufakose. Một ngày sau cuộc họp, Sithole "thừa nhận [một] tính toán sai lầm về sức mạnh quần chúng của Nkomo."Tại Bulawayo, hai ngôi nhà đã bị ném bom xăng, và vào ngày 17 tháng 8, ba cảnh sát đã bị thương do một đám đông những người ủng hộ Nkomo ném đá.  Đến ngày 14 tháng 8, cả Sithole và Nkomo đều kêu gọi chấm dứt bạo lực trên báo chí châu Phi, nhưng không mấy hiệu quả. Nkomo đổ lỗi cho những người ủng hộ ZANU về vụ bạo lực, lập luận rằng những người theo ông đang sử dụng "lực lượng tự vệ chống lại một nhóm người đói quyền lực đã không giành được sự ủng hộ của công chúng." Sithole cũng tuyên bố rằng những người ủng hộ ông không phải là những kẻ chủ mưu, tuyên bố rằng ông có "một nhóm quan chức kỷ luật tốt có thể kiểm soát được những người trẻ tuổi."
Mặc dù phải đối mặt với phản ứng dữ dội ban đầu, ZANU đã giành được sự ủng hộ và nhận được sự ủng hộ đặc biệt mạnh mẽ ở các quận phía đông xung quanh Fort Victoria và Umtali.Trong khi đó, ZAPU vẫn duy trì được lợi thế ở Bulawayo và Matabeleland, và trong và xung quanh thủ đô Salisbury. Mặc dù không có nhà lãnh đạo nào của đảng thuộc về một nhóm dân tộc cụ thể, nhưng sự chia rẽ này có thể được cho là có thành phần dân tộc, với việc ZAPU nhận được sự ủng hộ không cân xứng trong số những người Ndebele và ZANU thu hút cơ sở của mình chủ yếu từ những người Shona. So với ZAPU, ZANU tự coi mình là có cách tiếp cận đối đầu hơn với sự cai trị của thiểu số da trắng, trong khi miêu tả Nkomo là yếu đuối, thiếu quyết đoán và không đủ tính cách mạng.Thông điệp của ZANU hạ thấp tính dân tộc như một yếu tố gây chia rẽ trong phong trào dân tộc chủ nghĩa, thay vào đó nhấn mạnh vào những khác biệt về chiến lược và ý thức hệ. Ngược lại, Nkomo cho rằng chủ nghĩa bộ lạc là nguyên nhân chính gây ra sự chia rẽ ZAPU–ZANU trong cuốn tự truyện của mình.

### Bush War/Chimurenga lần 2(1964–1980)
ZANU đã tổ chức đại hội đảng đầu tiên của mình tại vùng ngoại ô Mkoba của Gwelo từ ngày 21–23 tháng 5 năm 1964. Tại đó, Ndabaningi Sithole được bầu làm chủ tịch đầu tiên của đảng, Leopold Takawira làm phó chủ tịch, Robert Mugabe làm tổng thư ký, Herbert Chitepo làm chủ tịch quốc gia và Enos Nkala làm thủ quỹ. Trong bài phát biểu của mình, Sithole đã nói với đại hội rằng ZANU "ủng hộ dân chủ, chủ nghĩa xã hội, chủ nghĩa dân tộc, một người/một phiếu bầu, tự do, chủ nghĩa toàn châu Phi, phi phân biệt chủng tộc và chủ nghĩa cộng hòa.
Mặt trận Yêu nước (Patriotic Front - PF) được thành lập như một liên minh chính trị và quân sự giữa ZAPU và ZANU trong cuộc chiến chống lại chế độ cai trị của thiểu số da trắng ở Rhodesia (nay gọi là Zimbabwe).  PF bao gồm ZAPU do Liên Xô hậu thuẫn, do Joshua Nkomo lãnh đạo và hoạt động chủ yếu từ Zambia, và ZANU do Trung Quốc hậu thuẫn do Robert Mugabe lãnh đạo, hoạt động chủ yếu từ nước láng giềng Mozambique. Cả hai phong trào đều đóng góp vào lực lượng quân sự tương ứng của họ. Cánh quân sự của ZAPU được gọi là Quân đội Cách mạng Nhân dân Zimbabwe (Zimbabwe People's Revolutionary Army - ZIPRA) và lực lượng du kích của ZANU được gọi là Quân đội Giải phóng Quốc gia Châu Phi Zimbabwe (Zimbabwe African National Liberation Army - ZANLA). Mục tiêu của PF là lật đổ chính phủ thiểu số chủ yếu là người da trắng, do Thủ tướng Ian Smith đứng đầu, thông qua áp lực chính trị và vũ lực quân sự.

### Sau khi giành được độc lập
Mục tiêu chung của họ đã đạt được vào năm 1980, sau Hiệp định Lancaster House vào tháng 12 năm 1979, khi Vương quốc Anh trao trả độc lập cho Zimbabwe sau một thời gian ngắn chịu sự kiểm soát trực tiếp của Anh. Trong chiến dịch tổng tuyển cử năm 1980, các đảng PF đã cạnh tranh riêng rẽ với tư cách là Mặt trận Yêu nước ZANU (ZANU–PF) và Mặt trận Yêu nước–ZAPU (PF–ZAPU). Cuộc bầu cử đã giành chiến thắng thuộc về Mugabe và ZANU–PF, với Nkomo và PF–ZAPU của ông ta vẫn giữ được thành trì ở các tỉnh Matabeleland.
Tháng 12 năm 1981, các điệp viên của chính phủ apartheid Nam Phi đã ném bom trụ sở đảng, gần như giết chết nhiều nhà lãnh đạo cấp cao của ZANU–PF, bao gồm cả Robert Mugabe.
Tháng 12 năm 1987, sau năm năm nội chiến cấp thấp được gọi là Gukurahundi,  phe đối lập ZAPU, do Nkomo lãnh đạo, đã được sáp nhập thông qua Hiệp định thống nhất với ZANU để thành lập ZANU–PF chính thức.
Từ năm 1999 đến năm 2017, Mugabe phải đối mặt với thách thức chính trị lớn từ Phong trào Thay đổi vì Dân chủ đối lập. Mugabe giành chiến thắng với 56% số phiếu trong cuộc bầu cử tổng thống diễn ra từ ngày 9 đến ngày 11 tháng 3 năm 2002.
Tại hội nghị năm năm vào tháng 12 năm 2004, Joice Mujuru, một người Shona Zezuru giống Mugabe, và người chồng quá cố Solomon Mujuru của bà là cựu tổng tư lệnh quân đội, đã được thăng chức lên chức phó chủ tịch đảng (người phụ nữ đầu tiên giữ chức vụ đó) với sự cạnh tranh của ứng cử viên Emmerson Mnangagwa và những người ủng hộ ông; Bộ trưởng Tư pháp Patrick Chinamasa và Bộ trưởng Thông tin Jonathan Moyo.
Cuộc bầu cử quốc hội Zimbabwe năm 2005 được tổ chức vào ngày 31 tháng 3 năm 2005. Đảng này đã giành được 59,6% số phiếu phổ thông và 78 trong số 120 ghế được bầu. Vào cuối năm đó, ngày 26 tháng 11, đảng này đã giành được 43 trong số 50 thượng nghị sĩ được bầu. Cuộc bầu cử quốc hội đã bị tranh cãi là không công bằng. Lãnh đạo của đảng đối lập MDC cho biết, "Chúng tôi vô cùng lo ngại về các hoạt động gian lận mà chúng tôi đã phát hiện ra", và nhiều nhóm nhân quyền đã báo cáo rằng hàng trăm nghìn "bầu cử ma" đã xuất hiện trong danh sách bầu cử của 5,8 triệu người.
Tại cuộc bầu cử quốc hội năm 2008, ZANU–PF đã mất đa số trong quốc hội lần đầu tiên kể từ khi giành được độc lập và nắm giữ 94 ghế trong số 210 ghế được mở rộng, với Sokwanele tuyên bố rằng con số này sẽ thấp hơn nếu không có sự phân chia khu vực bầu cử, gian lận bầu cử và đe dọa lan rộng.

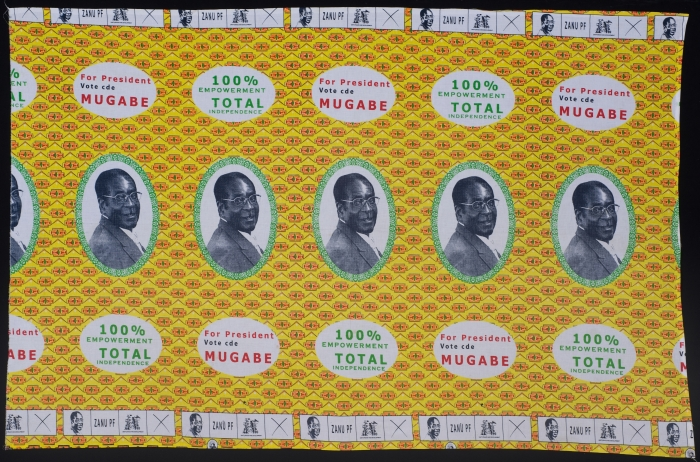
Băng rôn của đảng ZANU–PF có hình ảnh Tổng thống Robert Mugabe trong cuộc tổng tuyển cử năm 2008.

Trong cuộc bầu cử tổng thống năm 2008, Morgan Tsvangirai, ứng cử viên của MDC, đã nhận được nhiều phiếu bầu nhất, nhưng không giành được đa số tuyệt đối; do đó, cần phải có vòng bầu cử thứ hai. Kết quả ban đầu dẫn đến việc MDC-T tuyên bố giành được đa số phiếu cần thiết. Tuy nhiên, các lá phiếu đã được kiểm lại tại Trung tâm Chỉ huy Quốc gia (National Command Centre - NCC) trong hơn một tháng mà không có sự hiện diện của các quan sát viên độc lập. Quá trình bầu cử sau đó đã bị ảnh hưởng bởi nhiều vụ bạo lực hơn nhằm vào cử tri và những người làm việc trong đảng. Morgan Tsvangirai ban đầu tuyên bố ông có ý định tranh cử vòng hai nhưng đã rút lui khỏi vòng bầu cử thứ hai với lý do một cuộc bầu cử tự do và công bằng là điều không thể trong bối cảnh hiện tại. Cuộc bầu cử được tổ chức vào ngày 27 tháng 6 với một ứng cử viên duy nhất, Robert Mugabe, người đã tái đắc cử.
Nhiều người đổ lỗi cho ZANU–PF vì đã bỏ bê việc giải quyết vấn đề của Zimbabwe với đợt bùng phát dịch tả Zimbabwe năm 2008, đến đầu tháng 12 năm 2008 đã giết chết từ 500 đến 3.000 người.
Cựu Tổng thống Nam Phi Thabo Mbeki đã tạo điều kiện, dưới sự bảo trợ của Cộng đồng Phát triển Nam Phi (SADC), một Chính phủ Thống nhất Quốc gia Zimbabwe giữa ZANU–PF, Phong trào Thay đổi Dân chủ – Tsvangirai và Phong trào Thay đổi Dân chủ – Mutambara được thành lập.

### Chuyển tiếp hậu Mugabe

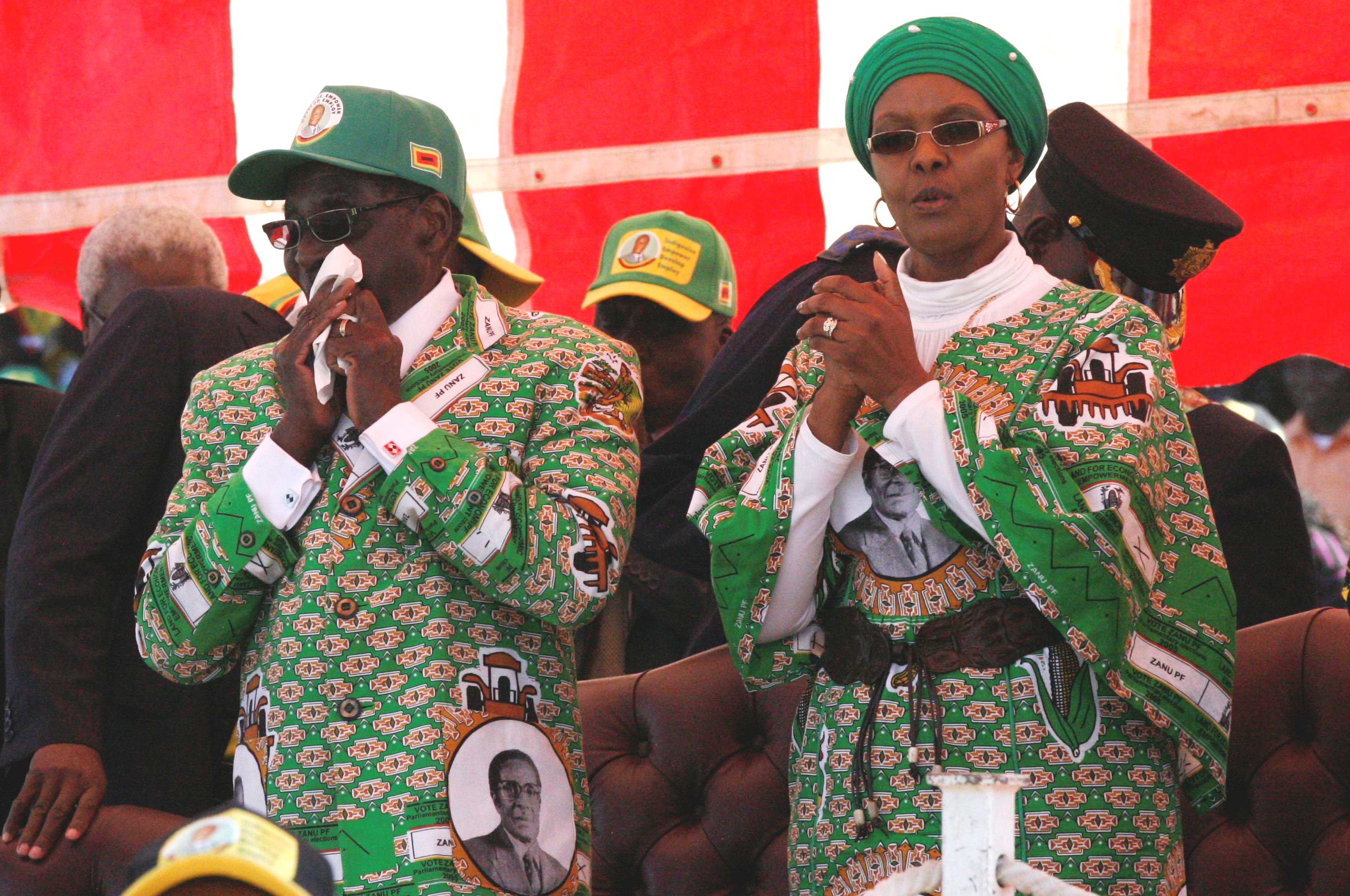
Robert và Grace Mugabe tại một mít tinh của ZANU–PF năm 2013.

Năm 2014, một cuộc chiến giữa Phó Tổng thống Joice Mujuru và Bộ trưởng Tư pháp Emmerson Mnangagwa, và có thể là Đệ nhất phu nhân Grace Mugabe, đã bắt đầu về việc kế nhiệm Tổng thống Robert Mugabe. Một đại hội bầu cử đã được lên lịch vào tháng 12 năm 2014, trong đó ZANU–PF sẽ bầu các thành viên để lấp đầy các vị trí khuyết trong ủy ban trung ương, bộ chính trị và đoàn chủ tịch, và rất có thể sẽ ủng hộ ứng cử viên tiếp theo của đảng cho chức tổng thống. Đại hội này, diễn ra năm năm một lần, là hoạt động bầu cử quan trọng nhất của đảng.
Mặc dù Tổng thống Mugabe chưa chỉ định người kế nhiệm, nhưng Joice Mujuru được nhiều người coi là ứng cử viên có nhiều khả năng nhất. Bà đã nhận được sự ủng hộ từ cả bộ chính trị và người dân nói chung (được chứng minh bằng việc bầu những người trung thành của bà vào đoàn thanh niên). Bộ trưởng Emmerson Mnangagwa được một nhóm nhỏ hơn ủng hộ, chủ yếu gồm các thành viên cấp cao của cơ quan an ninh, một phần của nhóm nghị sĩ ZANU–PF, các thành viên trẻ tuổi của đảng và một số bộ phận có ảnh hưởng của cộng đồng doanh nghiệp Zimbabwe. Ông đã ở bên Mugabe kể từ khi Zimbabwe giành được độc lập và được nhiều người coi là người kế nhiệm có thể duy trì sự ổn định sau khi Mugabe cuối cùng rời nhiệm sở.
Mujuru đã thua trong cuộc chiến giành quyền kế vị với Mnangagwa sau khi bị trục xuất khỏi đảng vào năm 2015 một cuộc đấu tranh giành quyền lực mới bắt đầu giữa phe của Mnangagwa (được gọi là Nhóm Lacoste) và phe của Grace Mugabe (được gọi là Thế hệ 40 hoặc G40) đã trở nên bạo lực vào năm 2017. Emmerson Mnangagwa bị cách chức Bộ trưởng Tư pháp sau một cuộc cải tổ nội các, ngay sau khi ông công khai tuyên bố rằng mình đã bị đầu độc, vào đầu tháng 10 năm 2017. Vào ngày 15 tháng 11 năm 2017, một cuộc đảo chính quân sự ở Zimbabwe đã khiến Tổng thống Robert Mugabe bị quản thúc tại gia và dẫn đến suy đoán liệu Grace Mugabe hay Emmerson Mnangagwa sẽ kế nhiệm ông làm lãnh đạo đảng. Sau cuộc đảo chính Zimbabwe năm 2017, ZANU–PF đã bỏ phiếu phế truất Robert Mugabe khỏi vị trí lãnh đạo đảng và đưa Emmerson Mnangagwa bị trục xuất lên làm lãnh đạo thay thế. Trước khi quốc hội Zimbabwe có thể bỏ phiếu luận tội Mugabe, ông đã từ chức tổng thống vào ngày 21 tháng 11 năm 2017. Mnangagwa đã tuyên thệ nhậm chức Tổng thống mới của Cộng hòa Zimbabwe vào ngày 24 tháng 11 năm 2017.
Ngày 6 tháng 9 năm 2019, Robert Mugabe qua đời vì bệnh ung thư (theo Mnangagwa) ở tuổi 95. Ông được Emmerson Mnangagwa kế nhiệm làm Tổng thống.
Trong cuộc bầu cử bổ sung vào tháng 3 năm 2022, ZANU–PF đã có thành tích kém so với Liên minh Công dân vì Sự thay đổi. ZANU–PF đã giành chiến thắng trong cuộc tổng tuyển cử Zimbabwe năm 2023.

## Cơ cấu vả tổ chức
Hiến chương ZANU–PF thiết lập một cơ cấu đảng theo thứ bậc bao gồm: (1) Đại hội đại biểu nhân dân toàn quốc, (2) Hội nghị nhân dân toàn quốc, (3) Ủy ban Trung ương, (4) Hội đồng tư vấn quốc gia, (5) Đại hội đại biểu phụ nữ toàn quốc, (6) Đại hội đại biểu thanh niên toàn quốc, (7) các ủy ban điều phối cấp tỉnh, (8) các hội đồng điều hành cấp tỉnh, (9) các ủy ban cấp huyện, (10) các ủy ban chi nhánh và (11) các ủy ban chi nhánh/làng.
Bí thư thứ nhất hiện tại của ZANU–PF, được bầu lại tại đại hội bầu cử của đảng vào ngày 28 tháng 10 năm 2022, là Tổng thống Emmerson Mnangagwa. Ba thành viên khác của đoàn chủ tịch đảng, được Mnangagwa bổ nhiệm vào ngày 29 tháng 10 năm 2022, là Bí thư thứ hai Constantino Chiwenga và Kembo Mohadi, và Chủ tịch quốc gia Oppah Muchinguri.
Đảng duy trì Liên đoàn Phụ nữ và Đoàn Thanh niên. Một nhánh thứ ba, Liên đoàn Cựu chiến binh, được thành lập vào năm 2022 và tổ chức hội nghị khai mạc vào ngày 9 tháng 9 năm đó.

### Đại hội
- Đại hội đại biểu nhân dân toàn quốc lần thứ nhất (tháng 12 năm 1989)
- Đại hội đại biểu nhân dân toàn quốc lần thứ hai (tháng 12 năm 1994)
- Đại hội đại biểu nhân dân toàn quốc lần thứ ba (tháng 12 năm 1999)
- Đại hội đại biểu nhân dân toàn quốc lần thứ tư (tháng 12 năm 2004)
- Đại hội bất thường (tháng 12 năm 2007)
- Đại hội đại biểu nhân dân toàn quốc lần thứ năm (tháng 12 năm 2009)
- Đại hội đại biểu nhân dân toàn quốc lần thứ sáu (tháng 12 năm 2014)
- Đại hội bất thường (12–17 tháng 12 năm 2017)[57]
- Đại hội đại biểu nhân dân toàn quốc lần thứ bảy (tháng 12 năm 2022)[58]

## Quan hệ quốc tế

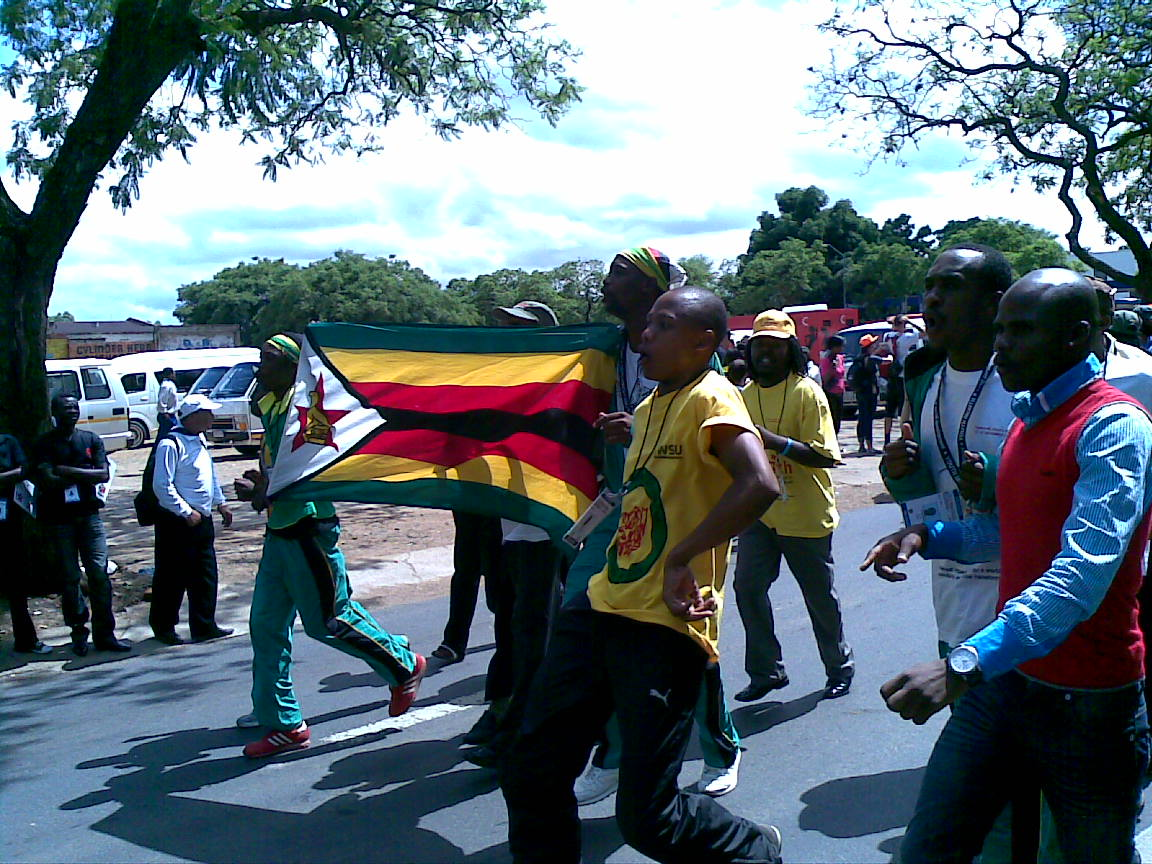
Các đại diện từ Zimbabwe và Đoàn Thanh niên ZANU–PF khiêu vũ tại lễ bế mạc Lễ hội Thanh niên và Sinh viên Thế giới ở Johannesburg, năm 2010.

ZANU–PF là một thành viên của Former Liberation Movements of Southern Africa, một hiệp hội gồm sáu đảng phái chính trị xã hội chủ nghĩa tham gia vào các phong trào dân tộc chủ nghĩa và chống chủ nghĩa thực dân ở Nam Phi. ZANU–PF  trước đây đã liên kết với Quốc tế Xã hội chủ nghĩa (SI), đã cử đại diện với tư cách khách mời đến các đại hội SI vào các năm 1980, 1992, và 1996, avà đã có mặt tại cuộc họp của Ủy ban Quốc tế Xã hội chủ nghĩa Châu Phi tại Maputo, Mozambique, gần đây nhất là vào năm 1999. ZANU–PF đã không tham dự bất kỳ đại hội hoặc cuộc họp SI nào kể từ đó, và đảng đối lập hàng đầu của Zimbabwe khi đó, Phong trào Thay đổi Dân chủ - Tsvangirai, đã gia nhập SI vào năm 2008. Quốc tế Xã hội chủ nghĩa đã lên án các hành động của chính phủ và quân đội do ZANU–PF kiểm soát của Zimbabwe.

## Lịch sử bầu cử

### Bầu cử tổng thống
| Năm  | Ứng cử viên của đảng | Votes       | %           | Votes        | %            | Result  |
| Năm  | Ứng cử viên của đảng | First Round | First Round | Second Round | Second Round | Result  |
| ---- | -------------------- | ----------- | ----------- | ------------ | ------------ | ------- |
| 1990 | Robert Mugabe        | 2,026,976   | 83.05%      | —            | —            | Elected |
| 1996 | Robert Mugabe        | 1,404,501   | 92.76%      | —            | —            | Elected |
| 2002 | Robert Mugabe        | 1,685,212   | 56.20%      | —            | —            | Elected |
| 2008 | Robert Mugabe        | 1,079,730   | 43.24%      | 2,150,269    | 90.22%       | Elected |
| 2013 | Robert Mugabe        | 2,110,434   | 61.88%      | —            | —            | Elected |
| 2018 | Emmerson Mnangagwa   | 2,460,463   | 51.44%      | —            | —            | Elected |
| 2023 | Emmerson Mnangagwa   | 2,350,711   | 52.60%      | —            | —            | Elected |

### Bầu cử Quốc hội
| Năm  | Lãnh đạo đảng      | Số phiếu  | %      | Số ghế    | +/– | Vị trí | Kết quả                         |
| ---- | ------------------ | --------- | ------ | --------- | --- | ------ | ------------------------------- |
| 1980 | Robert Mugabe      | 1,668,992 | 62.99% | 57 / 100  | 57  | 1      | Chính phủ đa số                 |
| 1985 | Robert Mugabe      | 2,233,320 | 77.19% | 64 / 100  | 7   | 1      | Chính phủ đa số                 |
| 1990 | Robert Mugabe      | 1,690,071 | 80.55% | 117 / 120 | 53  | 1      | Chính phủ đa số tuyệt đối       |
| 1995 | Robert Mugabe      | 1,143,349 | 81.38% | 118 / 120 | 1   | 1      | Chính phủ đa số tuyệt đối       |
| 2000 | Robert Mugabe      | 1,211,284 | 48.47% | 62 / 120  | 56  | 1      | Chính phủ đa số                 |
| 2005 | Robert Mugabe      | 1,569,867 | 59.59% | 78 / 120  | 16  | 1      | Chính phủ đa số                 |
| 2008 | Robert Mugabe      | 1,110,649 | 45.84% | 99 / 210  | 19  | 2      | Chính phủ liên minh ZANU PF–MDC |
| 2013 | Robert Mugabe      | 2,116,116 | 63.16% | 196 / 270 | 97  | 1      | Chính phủ đa số tuyệt đối       |
| 2018 | Emmerson Mnangagwa | 2,477,708 | 52.35% | 179 / 270 | 17  | 1      | Chính phủ đa số                 |
| 2023 | Emmerson Mnangagwa | 2,515,607 | 56.18% | 177 / 280 | 2   | 1      | Chính phủ đa số                 |

### Bầu cử Thượng viện
| Năm  | Lãnh đạo đảng      | Số phiếu  | %      | Số ghế  | +/– | Vị trí | Kết quả                         |
| ---- | ------------------ | --------- | ------ | ------- | --- | ------ | ------------------------------- |
| 2005 | Robert Mugabe      | 449,860   | 73.71% | 43 / 66 | 43  | 1      | Chính phủ đa số                 |
| 2008 | Robert Mugabe      | 1,101,931 | 45.79% | 57 / 93 | 2   | 1      | Liên minh cầm quyền ZANU PF–MDC |
| 2013 | Robert Mugabe      | 2,120,634 | 64.27% | 37 / 80 | 20  | 1      | Chính phủ thiểu số              |
| 2018 | Emmerson Mnangagwa | —         | —      | 34 / 80 | 3   | 1      | Chính phủ thiểu số              |
| 2023 | Emmerson Mnangagwa | —         | —      | 33 / 80 | 1   | 1      | Chính phủ thiểu số              |